# Halorates sexastriatus
Halorates sexastriatus är en spindelart som beskrevs av Fei, Gao och Chen 1997. Halorates sexastriatus ingår i släktet Halorates och familjen täckvävarspindlar. Inga underarter finns listade i Catalogue of Life.